# Moschos
Moschos (II wiek p.n.e.) – grecki poeta bukoliczny, pochodzący z Syrakuz. Autor epyllionów Megara i Europa oraz anakreontyku Eros zbieg.